# Shawnigan Lake (ort)
Shawnigan Lake är en ort i Kanada.   Den ligger i Cowichan Valley Regional District och provinsen British Columbia, i den sydvästra delen av landet, 3 600 km väster om huvudstaden Ottawa. Shawnigan Lake ligger 150 meter över havet och antalet invånare är 8 000. Den ligger vid sjön Shawnigan Lake.
Terrängen runt Shawnigan Lake är kuperad åt sydväst, men åt nordost är den platt. Närmaste större samhälle är Duncan, 15,3 km norr om Shawnigan Lake. 
I omgivningarna runt Shawnigan Lake växer i huvudsak blandskog. Runt Shawnigan Lake är det ganska glesbefolkat, med 38 invånare per kvadratkilometer.